# Castelletto Merli
Castelletto Merli (piemontesisch Castlèt dij Merlo) ist eine italienische Gemeinde in der Provinz Alessandria (AL), Region Piemont.
Die Nachbargemeinden sind Alfiano Natta, Cerrina Monferrato, Mombello Monferrato, Moncalvo, Odalengo Piccolo und Ponzano Monferrato.

## Lage und Einwohner
Die Gemeinde Caseletto Merli liegt 42 Kilometer nordwestlich von der Provinzhauptstadt Alessandria entfernt. Sie hat 452 (Stand 31. Dezember 2023) Einwohner und umfasst eine Fläche von 11 km².

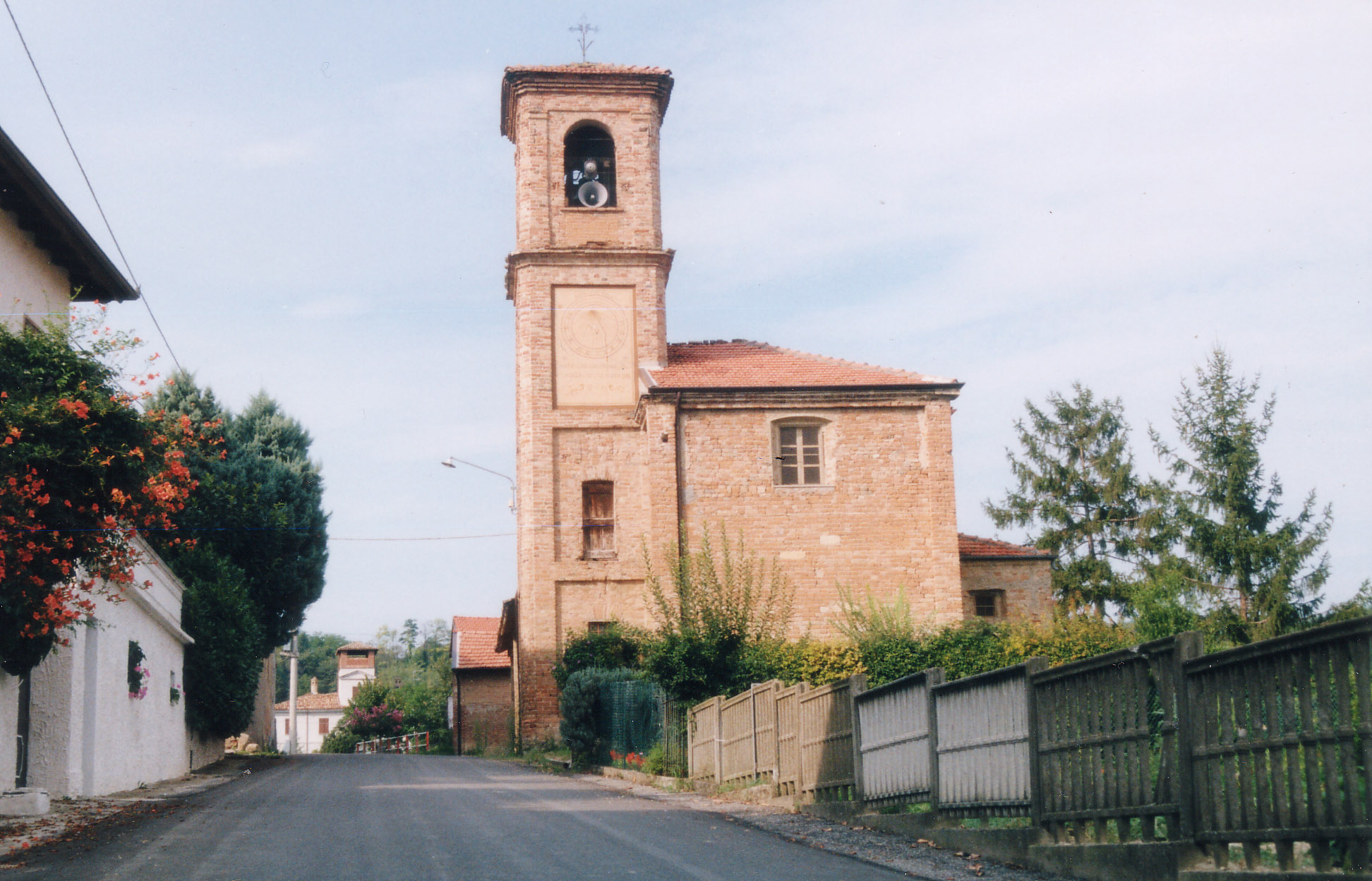
Kirche

## Kulinarische Spezialitäten
Bei Castelletto Merli werden Reben der Sorte Barbera für den Barbera d’Asti, einen Rotwein mit DOCG Status angebaut.